# Calopteromantis terrai
Calopteromantis terrai är en bönsyrseart som beskrevs av Jantsch 1994. Calopteromantis terrai ingår i släktet Calopteromantis och familjen Thespidae. Inga underarter finns listade i Catalogue of Life.